# زهره بن لخضر
زهره بن لخضر عکروت (زادهٔ ۱۲ مارس ۱۹۴۳) طیف‌بینی تونسی است که متخصص در تهیه روش‌های جدید طیف‌سنجی برای مطالعه تأثیر آلاینده‌ها بر کیفیت هوا، آب و گیاهان است . وی در سال ۲۰۰۵ دریافت‌کنندگان جوایز لورئال-یونسکو برای زنان در علوم را به دست آورد.

## حرفه
لخضر در سال ۱۹۶۸ از دانشگاه پیر و ماری کوری فارغ‌التحصیل شد. او دکترای خود را از همان دانشگاه در سال ۱۹۷۸ کسب کرد (مطالعه شکل خط خط جیوه ۴۰۴۷ با استفاده از یک میدان مغناطیسی قابل تنظیم). وی برای استادی در سال ۱۹۸۲ در دانشگاه تونس به تونس بازگشت و به عنوان مدیر آزمایشگاه طیف‌سنجی و برنامه‌های کاربردی مولکولی اتمی خدمت کرد. او عضو مؤسس انجمن فیزیک تونس و عضو مؤسس انجمن نجوم تونس بود.

## افتخارات
وی در سال ۱۹۹۲ به آکادمی علوم جهان اسلام پیوست. او از سال ۲۰۰۶ عضو آکادمی علوم آفریقا است او عضو ارشد مرکز بین‌المللی فیزیک نظری است. وی در سال ۲۰۰۵ جایزه لورئال-یونسکو برای زنان در علوم را به دلیل "آزمایش و مدل در طیف‌بینی فروسرخ و کاربردهای آن در آلودگی، تشخیص و پزشکی" به دست آورد.